# Паркур
Парку́р (от фр. parcours — «площадка, путь») — вид спорта, который включает в себя быстрое преодоление препятствий с использованием прыжков. Многие люди воспринимают его как образ жизни.
Сейчас паркур активно практикуется и развивается во многих странах. Он объединяет людей в различные сообщества и клубы.
Суть паркура заключается в быстром передвижении и преодолении разнообразных препятствий. Это могут быть как существующие архитектурные сооружения, такие как перила, парапеты или стены, так и специально созданные конструкции, используемые во время тренировок и мероприятий.

## Определение, цели и ограничения
Паркур — это дисциплина, которая объединяет навыки владения телом, которые могут быть полезны в различных ситуациях жизни. Трейсеры, как они себя называют, используют такие факторы, как маршрут, сила и её правильное применение, а также умение быстро перемещаться в пространстве, используя только своё тело.
Главная идея паркура, выраженная Давидом Беллем, заключается в том, что нет границ, есть только препятствия, и любое препятствие можно преодолеть. Основные ограничения в паркуре определяются четырьмя аксиомами: безопасность, эффективность, скорость и простота.
Паркур не требует использования каких-либо средств или приспособлений, а позволяет использовать только собственное тело и развивать навыки поведения в условиях «здесь и сейчас». Деревья, стены, крыши, парапеты и перила — это обычные препятствия для трейсера. Крайне важны скорость реакции, умение оценивать обстановку и свои возможности.
Паркур не является видом спорта, который предполагает соревнования, конкуренцию и стремление победить соперника. Идеология паркура отвергает эти принципы, так как паркуру чужды «показушность» и соревновательность. Соревнования разрешены только для того, чтобы улучшить свои навыки через обучение во время состязания. В этом одно из его отличий от фрирана.
Для занятий паркуром человеку необходимо развиваться в различных дисциплинах. Прежде всего, нужно познать себя, стремясь создать гармонию между телом и духом, оценить свои возможности и начать бороться со своими страхами. Скалолазание — отличный способ для этого. Также хорошим способом воспитания духа являются единоборства, где нужно постоянно преодолевать психологический фактор и стремиться к победе над собой. Для развития навыков перемещения поможет лёгкая атлетика.
Правильное питание также играет важную роль в паркуре. При занятиях паркуром тело испытывает большие нагрузки, и если питание плохое или несбалансированное, то ослабленный организм получает большой стресс, что делает тренировки малоэффективными.

### Философия паркура и позиция Давида Белля
Паркур — искусство свободно перемещаться сквозь окружающее пространство в любых обстоятельствах и на любом рельефе. Паркур состоит из элементов, естественных для человеческого тела, он основан на «естественном методе» (methode naturelle) и создан для помощи людям.
Сам Давид Белль расширяет понятие паркура до философии, иного образа мышления и взгляда на мир. Это, в конечном итоге, позволяет по-другому смотреть на окружающее пространство, воспринимая «весь мир как тренировочную площадку», не создавая самому себе границ; мысленно превращать в голове обычные преграды в препятствия и находить способы их преодоления, не только на тренировке, но и в повседневной жизни.

### Отличия паркура от фрирана
Когда Фукан и Белль не сошлись во мнениях по поводу новой дисциплины, Себастьян сформировал своё видение паркура, которое назвал фрираном. Если смысл паркура заключается в рациональном перемещении из точки А в точку Б за максимально короткое время, то суть фрирана состоит в эстетически приятном для фриранера передвижении, пусть даже в ущерб эффективности. У фриранера нет цели закончить маршрут, он лишь получает удовольствие от процесса движения. Можно очень грубо сравнить паркур с лёгкой атлетикой, а фриран — с танцами. На самом же деле тренировки трейсеров и фриранеров проходят практически одинаково, основная разница двух направлений — в целях, преследуемых атлетами. Одни занимаются, потому что хотят быть сильными, смелыми и выносливыми, а вторые — потому что хотят красиво двигаться.
Из-за своей специфики фриран больше подходил для пиара, можно было проводить соревнования на одном месте, оценивать зрелищность элементов и делать отличные выступления фриранеров. Кроме того, многие атлеты (в том числе и Себастьян Фукан) стали принимать участие в шоу-программах, съёмках фильмов, музыкальных клипов и рекламных роликов. Это сделало фриран более привлекательным для заработка денег, в то время как паркур оставался в тени.

## История паркура

### «Естественный метод»
Перед Первой мировой войной во Франции был создан так называемый «Естественный метод» (Methode naturelle) движения. Автором новой дисциплины стал Жорж Эбер, служивший в морском флоте Франции. Руководствуясь своими познаниями и опытом, который он получил в результате экспедиций в Африку, где проводил наблюдения за аборигенами, за тем, как они охотятся и двигаются, он создал новую универсальную методику обучения для своих солдат. Она включала в себя развитие трёх направлений: силы воли, моральных качеств и физической силы. Составляющие дисциплины — бег, прыжки, скалолазание, самооборона, поднятие и метание предметов, эквилибристика, плавание и другие являлись базовыми составляющими «естественного метода». Метод показал себя очень действенным и эффективным на протяжении Первой и Второй мировых войн.
Раймон Белль (1939), служивший в вооружённых силах Франции, практиковал «естественный метод». После окончания военной службы он стал служить в пожарной охране. Его физические способности и навыки не раз помогали ему спасать людей в ситуациях, где техника была бессильна. Он быстро стал известен как один из самых ловких и сильных пожарных своего полка, был чемпионом по скоростному лазанью по канату, совершил несколько подвигов при спасении людей и был награждён за свою храбрость медалями.

### «Ямакаси» и появление паркура
Сын Раймона Белля, Давид (1973), с детства старался подражать своему отцу, занимался гимнастикой, лёгкой атлетикой, боевыми дисциплинами. Именно он собрал первую команду «Ямакаси», с которой много лет тренировался в Лиссе. Вначале это были всего лишь детские игры, но потом стало понятно, что это целая тренировочная дисциплина, имеющая свои элементы, законы и правила.
После получения известности команде «Ямакаси» предложили принять участие в гастролях всемирно известного мюзикла Notre Dame de Paris. Давид Белль и Себастьян Фукан отказались, остальные же члены команды согласились и подписали двухгодичные контракты на участие в мюзикле в роли ловких воришек. Так пути основателя и первой паркур-команды разошлись. Впоследствии были сняты фильмы «Ямакаси: Новые самураи» и «Ямакаси 2: Дети ветра» с участием команды, а также «13-й район», «13-й район: Ультиматум» и 13-й район: Кирпичные особняки с участием основателя паркура Дэвида Белля.

### Развитие паркура и возникновение фрирана
Белль и Фукан принялись в одиночку заниматься развитием паркура, создавая команды трейсеров, давая уроки и объясняя философию паркура. Однако вскоре между Давидом и Себастьяном начались разногласия. Себастьян брал деньги за уроки паркура, в то время как Давид считал, что это противоречит самой идее паркура.
В конце концов они расстались, поскольку Себастьян не видел ничего плохого в том, чтобы превратить паркур в бизнес, что он и попытался воплотить в жизнь. Кроме того, Себастьян принимал участие в коммерческих проектах, участвовал в съёмках художественных фильмов и музыкальных клипов.
В итоге Фукан сформировал своё видение паркура, которое назвал «фрираном».

### Российский паркур и возникновение Всемирной ассоциации паркура
В РФ существование паркура началось с команд Tracers (основатель команды — Олег Краснянский). Олег Краснянский первым посетил Лисс и познакомился с Давидом Беллем.
В 2004 году на пресс-конференции, связанной с российской премьерой фильма «13 район», Давид Белль сделал заявление об основании PAWA (Parkour Worldwide Association) — Всемирной ассоциации паркура, первым представительством которой стала российская. Олег Краснянский, основатель русской команды The Tracers, объявлен главой этого представительства, и таким образом получил право вести российский паркур от имени Всемирной ассоциации. Возникновение PAWA должно было дать толчок к развитию паркура по всему миру и отражать истинную суть дисциплины.
К 2006 году никаких масштабных шагов по развитию паркура от имени Всемирной ассоциации не предпринималось. Осенью 2006 года Давид Белль заявил о своём выходе из PAWA, мотивировав это тем, что он не может более контролировать деятельность всех отделений ассоциации и не готов подписываться под деятельностью PAWA в каждом конкретном случае. Следом российское представительство также прекратило свою работу.
В 2007 году в Башкортостане начала действовать Ассоциация трейсеров Башкортостана. В Уфу приехали трейсеры со всей республики на тренировки. Поддержку оказало Министерство спорта РБ. В спальном районе Сипайлово созданы группировки uG parkour и R—63.
Несмотря на все трудности в России появляются новые организации, целью которых является популяризации дисциплины. Открываются секции, проводятся фестивали, семинары с участием российских и зарубежных атлетов.

### Начало признания паркура как спортивной дисциплины. Секции паркура
На данный момент в Великобритании активно развиваются спортивные кружки по занятиям паркуром, некоторые школы приняли занятия в программу по физкультуре. В Санкт-Петербурге паркур стал частью общественной акции «Выбирай спорт!», направленной на развитие интереса молодёжи к спортивной культуре, а также создана Академия паркура для желающих научиться этому искусству перемещения.
В связи с популяризацией дисциплины и для привлечения новых людей, многими профессиональными объединениями (Parkour Generations, APK) паркур в некоторых ситуациях преподносится как один из видов экономного фитнеса. Это свидетельствует о происходящем расширении заинтересованной аудитории данной спортивной дисциплины.

### Паркур в силовых ведомствах
Во многих странах руководители силовых ведомств, в первую очередь полицейские, заявляют о желательности введения паркура или его элементов в программу подготовки личного состава, поскольку владение паркуром позволяет сотрудникам полиции значительно эффективнее преследовать и задерживать преступников.

## Паркур в культуре

### Паркур и киноиндустрия
Элементы паркура в художественных фильмах встречались довольно часто, например, в фильме «Америкэн бой» (Украина, 1992), но паркур получил широкую известность после выхода фильмов «Ямакаси: Новые самураи» о команде трейсеров, в котором Давид Белль отказался участвовать, не желая, чтобы паркур ассоциировали со способом воровства, и фильмов «Тринадцатый район» и «13-й район: Ультиматум» (автор сценариев — Люк Бессон), в которых он снялся в одной из главных ролей.
После популяризации паркура его элементы и сцены погонь с его применением стали достаточно популярны в современных фильмах. Так, в одном из фильмов бондианы «Казино „Рояль“» в самом начале показана сцена погони Бонда за террористом Моллакой, роль которого исполнил Себастьян Фукан. Погоня проходит с активным применением элементов паркура.
В начале снятого в 2006 году фильма «Образ врага» (сериал «Ментовские войны») в сцене преследования скинхедами лидера молодёжной группировки «антифа» также имеются элементы паркура.
В 2007 году режиссёр Руслан Бальцер снял российский фильм «Дерзкие дни», рассказывающий о приключениях команды трейсеров Urban Monkeys.
В сериале «Отбросы» один из главных героев (парень в маске), использует паркур для перемещения.
Элементы паркура есть в приключенческом фильме «Принц Персии: Пески времени», снятом в 2010 году.
В том же 2010 году снят фильм «Навыки».
В боевике «Коломбиана» (2011), есть сцена погони бандитов за девочкой Катталеей по крышам фавел.
В снятом в 2011 году российском боевике «Бой с тенью 3D: Последний раунд» в сцене погони гангстеров за Артёмом Колчиным на гонконгском рынке так же есть элементы паркура.
В снятом в 2013 году российском многосерийном боевике «Кремень. Освобождение» в сцене, где спецназовец Шаманов уходит от полицейской погони, есть элементы паркура.
С 2015 года в Челябинске снимался сериал «Паркур и реп», в котором главные герои занимаются паркуром и рэпом.
Некоторые элементы паркура в сочетании с боевыми сценами часто использовал в своих фильмах Джеки Чан.

### Паркур и игровая индустрия
Стиль передвижения персонажа игрока паркуром приобрёл достаточную популярность во многих играх, про активные передвижения игрока, в том числе и по вертикали и над землёй (например, по крышам). К числу таких игр относятся Warframe, Free Running, Dying Light, Mirror’s Edge, серия игр Assassin’s Creed.
Во многих играх жанра action-adventure присутствует акробатические преодоления препятствий, но чаще всего это реализовано или как обычные подтягивания, прыжки по перекладинам и ползание по уступам, что не является паркуром, или как использование фантастических способностей персонажа. К первым, например, относится Prince of Persia, Tomb Raider, BloodRayne, ко вторым — Prototype, Batman: Arkham Asylum.

## Терминология

### Паркур
Изначально для обозначения тренировок использовали французские термины l’art du déplacement и le parcours.
Термин «паркур» был придуман Давидом Беллем и его другом Юбером Кунде (Hubert Koundé). Слово «паркур» (parkour) происходит от определения parcours du combattant — классического метода преодоления препятствий военной подготовки, созданного Ж. Эбером.

### Трейсеры
Слово «трейсер» пришло в русский язык из английского, куда в своё время попал французский термин traceur ([tʁasœʁ]) и traceuse ([tʁasøz]) — имя нарицательное, используемое для обозначения людей, занимающихся паркуром. Французское существительное происходит от французского глагола tracer, который обычно означает «следить», но на сленге также именуется, как «идти быстрее».
В документальном фильме-интервью режиссёра Крэйга Пентака (Craig Pentak) Стефан Вигру (Stephane Vigroux) (один из родоначальников паркура, основатель организации Parkour Generations) высказался об определении трейсера так:

«В настоящее время слово „трейсер“ является самостоятельным определением. Но изначально мы так называли нашу команду, в которую входили: мой брат, Себастьян Гудо, Тома, Малик Дюф, Микель Рамдони, Джером Бенаес, Себастьян Фукан, Давид Белль и я. Это была команда, созданная после „Ямакаси“, и мы называли себя „трейсерами“ (имеется в виду, другая команда — другое название). А сегодня это общепринятое обозначение. Авторами этого слова была команда молодых людей, но для меня это не так важно, так как это ограничивает дисциплину»

## Основные элементы в паркуре
- Drop — прыжок с высоты, выполняется с места или из позиции cat leap.
- Spring — прыжок через какое либо препятствие, не касаясь его, например, перелёт через перила, куст.
- Up from down — прыжок вдаль, заканчивающийся ролом.
- Accuracy — прыжок на какой-либо небольшой объект (например, перила или парапет) и последующее удержание равновесия на нём; выполняется с места. Иногда при приземлении используется обхват или касание объекта руками, что придаёт большую устойчивость.
- Fly roll — прыжок, после которого тело вытягивается параллельно земле, а приземление — рол.
- Two hand vault — опорный прыжок, исполняемый на две руки, всё тело или только ноги проходят сбоку от рук. Может исполнятся, как в группировке так и без неё.
- One touch vault — опорный прыжок, исполняемый на одну руку, при прямом угле к перилам.
- Monkey vault — вариант Two hand vault («манки») используется крайне часто при преодолении парапетов или же для залезания на объекты. Это опорный прыжок ровной группировкой с опорой на две руки. Можно также пронести тело между рук, хотя обычно делается просто толчок руками от перил. Чтобы выполнить «манки» с разбега, необходимо вначале совершить прыжок, затем поставить руки на перила или парапет.
- Reverse vault — опорный прыжок с вращением на 360°, причём первым над препятствием должна пройти спина, тело в вертикальном положении. Вращение может идти как через одну, так и через две руки. Также можно делать как в группировке, так и согнувшись.
- Speed vault — опорный прыжок, с использованием одной руки. Тело параллельно перилам (или любому другому препятствию).
- King kong vault — опорный прыжок, исполняемый как «манки», только выполняется он через большое расстояние. Тело должно быть параллельно земле, постановка рук на дальний край препятствия.
- Cat vault — преодоление перил или парапета при беге под углом на него. Трейсер сначала выпрыгивает, держа тело параллельно земле, затем по очереди ставит и убирает руки на парапет или перила (по мере прохождения рук над препятствием).
- Dash vault — красивый трюк, выполняется с разбега, толкаясь одной ногой, ноги держаться уголком перед собой. Над препятствием сначала проходят ноги, затем ставятся руки. Можно довести до группировки «согнувшись» или выполнить держа ноги не вместе, а врозь («разножкой»).
- Kash vault — monkey, после которого ноги выносятся вперёд и лишь затем идёт соскок.
- Turn vault — опорный прыжок с разворотом на 180 градусов и хватом за перила или парапет с другой стороны в позицию Cat Leap.
- Lazy vault — при беге параллельно или под небольшим углом к препятствию трейсер опирается ближней рукой на него, вскидывая ноги перед собой уголком, в полёте перемещая центр тяжести через препятствие, меняя руку. Толчковая нога может быть как дальней от препятствия, так и ближней.
- Gate vault — трейсер переваливается через забор на животе и, держась одной рукой за верх забора и опираясь в него другой, перекидывает на другую сторону ноги, разворачивая в полете тело за ногами, чтобы остаться лицом в направление движения. Может также исполнятся и на перилах.
- Rail flip — переворот через голову на перилах, с опорой на две руки.
- Underbar — преодоление перил или какого-либо отверстия, пролётом под ними, с пронесением сначала ног, а потом и всего тела.
- Roll — перекат преимущественно через плечо для снижения нагрузки на ноги при приземлении.
- Cat leap — прыжок на стену с принятием хвата руками её края с упором стоп согнутых ног перед собой в стену. Используется при прыжке на более высокие стены, или при прыжке через расстояние, чуть большее, чем то, которое трейсер может перепрыгнуть. Также Cat Leap называется сама позиция виса на руках на стене, с упором в неё стоп согнутых ног.
- Cat to cat — прыжок с разворотом на 180 градусов из cat leap в cat leap, между двух стен или препятствий.
- Tic-tac — толчок от одного препятствия для преодоления другого или набора высоты, например, толчок от стены, чтобы перелететь перила или толчок от дерева для увеличения дальности полёта и/или перемены траектории. Толчок идёт обычно от поверхности, находящийся сбоку от трейсера.
- Wallrun — это движение, с помощью которого спортсмен может быстро забраться на высокое препятствие[10].